# Panaad Park and Stadium
Het Panaad Park en Stadion (ook wel gespeld als Pana-ad) is een stadion wat ligt in het Panaad park en Sportcomplex in Brgy, barangay Mansilingan, Bacolod, Filipijnen. Het stadion wordt voor verschillende doeleinden gebruikt. Het stadion en park zijn samen ongeveer 25 hectaren groot. In het park zijn ongeveer 60.000 Eucalyptus bomen.
In het stadion worden verschillende internationale sporttoernooien gespeeld. Zo werden hier de Zuidoost-Aziatische Spelen gehouden in 2005. Het nationale voetbalelftal van de Filipijnen en de voetbalclub Ceres-Negros F.C. spelen hier hun thuiswedstrijden.